# カマキラス
カマキラス (Kamacuras) は、特撮映画「ゴジラシリーズ」に登場する、カマキリをモチーフとした架空の怪獣。別名は「両刀怪獣」「かまきり怪獣」など。

## 登場作品
公開順
- 『怪獣島の決戦 ゴジラの息子』（1967年）
- 『ゴジラ・ミニラ・ガバラ オール怪獣大進撃』（1969年）
- 『ゴジラ FINAL WARS』（2004年）

『地球攻撃命令 ゴジラ対ガイガン』では過去の映像を流用して登場。
特撮テレビ番組『ゴジラアイランド』にも登場する。

## ゴジラシリーズ（昭和）のカマキラス

### 『怪獣島の決戦 ゴジラの息子』
南海の架空の孤島「ゾルゲル島」に生息する固有種であるウシほどの大きさのオオカマキリの大型種が、気象コントロール実験の失敗による70℃以上の異常高温と流出した合成放射能物質の影響で生態構造に変化をきたし、さらなる巨大化を経て怪獣化したもの。劇中での命名者は真城伍郎。
実在のカマキリとは異なり、右側の前肢が槍のような形状をしているが、人間など小さな相手にたまに用いる程度である。左側の前肢は鋸の刃のような鋭く尖った棘が生えた鎌状になっており、敵怪獣への攻撃や卵を壊す際にはもっぱら左側を用いていた。翅を扇状に広げての飛行が可能であるが、閉じた状態でもかなりの跳躍力を持つ。目は暗闇で黄色く光る。口は上下に開き、左右に開くアゴを備えている。ゴジラの放射能火炎を背中から浴びせられた個体は一撃で燃え上がったが、頭部へ受けた場合はダメージをあまり受けていないと思われ、耐熱性は部位によって差があるとみられる。赤褐色の体色に、羽や背中には緑色の部分がある。胸部や背中の側面には前向きの突起が並んでいる。足などの関節部はゴジラの攻撃でもげることもあり、弱いものと思われる。
かなり残酷な性格で、戦闘では前肢を利用し、空中からの岩石落としによる攻撃や田楽刺しと強力な空手チョップによるピストン攻撃などを行う。
ゾルゲル島の食物連鎖では最上位にはおらず、クモンガの餌になることも少なくない。
敵との戦闘や捕食行動の際、同族の3体で群れを成して連携を取るほどの社会性と知能を持つ。岩山に埋まっていたミニラの卵を掘り起こして叩き割り、強引にミニラを誕生させるとすぐさま3体がかりでいじめるが、駆けつけたゴジラによって2体が倒される。残る1体は逃走し、その後もミニラを付け狙ったところを同じくミニラを狙うクモンガと遭遇し、クモンガの吐く糸に捕縛され、毒針の一撃で絶命した。
- 公開当時に玩具化はされず、平成に入って初めて発売された[47]。

造形
原型制作は井上泰幸、造形は安丸信行と白﨑治郎。当時安丸は石膏部に所属していたが造形も兼任しており、特美助手の白﨑がその補佐というかたちで参加していた。
造形物は人間が入る着ぐるみではなく、ピアノ線による操演で動かされる。操作には約20人を要した。
素材には、風呂マット用のハードスポンジ（硬質ウレタン）を貼り合わせたものが用いられた。鎌は内部にアルミ板を挟み、強度を高めている。遠近感を表現するため、大・中・小の3サイズが作られた。3体のうち、撮影で中・小の2体は燃やされた。残る1体は、のちに『ゴジラ・ミニラ・ガバラ オール怪獣大進撃』に使用された。大カマキリの造形物も同一である。
目玉は電飾で点灯し、夜間シーンで用いられている。監督の福田純と特技監督の有川貞昌は、演出を巡って対立することが多かったというが、カマキラスが目を光らせて草むらから出現するシーンはすんなり決まったという。
首の関節には、ボールベアリング（ユニバーサルジョイント）が用いられた。
人間を襲うシーンでは、実物大に造形された前足が用いられている。

操演
クモンガとともに操演技術が高く評価されている。有川は、キングギドラの操演は重さを支えることが主であったが、カマキラスは芝居をさせる必要があるため、操演の目的が異なり苦労が比ではなかったと述懐している。

後ろ側の4脚は、交互に動かしているのが特徴である。操演の中代文雄は、本体は前進させることしかできないため、できるだけ脚で動きを出すことを意図したと述べている。飛行描写は、実在のカマキリの飛び方に似せている。
岩を投げるシーンについては、当初はセットのヤシの木を使用することが検討されていたが、カマキラスとの対比が小さすぎるため、現場処理で岩が用いられた。

### 『ゴジラ・ミニラ・ガバラ オール怪獣大進撃』
主人公の夢の中に登場し、穴に落ちた彼を覗き込む。3体の同族が登場し、ゴジラと戦うも敗れる。
- 資料によっては、名称を2代目カマキラスと記述している[37][23]。

制作
タイトルの3怪獣以外では唯一新規撮影で1カット登場。造形物は『ゴジラの息子』で作られたうち、撮影で燃やされなかった大サイズの1体が使用された。鎌部分のみピアノ線を用いており、残りの脚は芯木で動かしている。それ以外はすべて、『ゴジラの息子』の映像を流用している。
脚本第1稿ではラドンが登場する予定であったが、決定稿でその役割はカマキラスに置き換えられた。

## 『ゴジラ FINAL WARS』のカマキラス
設定ではオオカマキリが変異した昆虫怪獣とされる。両脚が鎌になっており、猛烈な羽音を伴う高速飛行を行うほか、緑色の体色を保護色に使うことによって周囲の風景に溶け込むことができ、敵に接近して奇襲攻撃を仕掛ける。初代と同様に多数のトゲが胸部背面にあり、外殻は地球防衛軍の空中戦艦エクレールのミサイル攻撃にも耐える。2対・4枚の羽のうち、内側の羽は半透明となっており、高速で羽ばたかせてかなりの速さで飛び回る。各部のトゲやツメは赤く、足のツメは3本になっている。
得意技は鎌で敵を切り裂くハーケン・クラッシュ。
パリに出現し、エクレールと2回対決する。X星人に操られて登場した2度目の戦いにおいて、艦隊に空中で取りついて打撃を与えることによってエクレールを沈めると、続いて日本に上陸したゴジラを真鶴の海岸にて迎え撃つが、津波に驚いて山に擬態していたところをゴジラの放射熱線に驚いて飛び出す。そこからゴジラを急襲して切り裂こうとしたものの軽く投げ飛ばされ、そのまま胴体が高圧鉄塔に刺さって絶命した。
- 書籍『ゴジラ大辞典【新装版】』では、名称をカマキラス（2代目）と記載している[85]。

制作
デザインは西川伸司。決定デザインは実在のカマキリを参考に描いている。造型はサンク・アールが手掛けた。密度を増やしたバッタの群れの性質や色が変わる相変異になぞらえ、群れで出現した初代を茶色い群生相、1匹のみ現れた本作品の個体を緑色の孤独相に見立てて体色を変更している。
検討稿では、富士の裾野でラドン、アンギラス、キングシーサーとともにゴジラを迎え撃つ「四天王」になっていたが、アンギラスボールを打ち返すというシーンが用意されていたため、初代と異なり両腕が鎌となった。西川は、単体での登場であれば槍でも良かったと述べている。
撮影は操演用プロップとCGで行われた。動きは実際のカマキリを参考にしている。
撮影後、プロップは展示用に改修され、2023年時点で現存が確認されている。
2004年には、バンダイの食玩『ミニバトルG ゴジラファイナルウォーズ』でカイザーギドラやクモンガとのセットとして商品化された。

## 『ゴジラアイランド』のカマキラス
ゴジラアイランドの隣に位置するマタンゴ島の怪獣として登場。
メガロに追われてゴジラアイランドに飛来し、マタンゴ島にX星人ザグレスが100匹の怪獣軍団を集めていることを伝える。しかし、実際はザグレスと手を組んでおり、ゴジラをマタンゴ島に閉じ込め、その隙にメカキングギドラとともに島の怪獣たちを攻撃する。さらにはゴジラが死んだとの虚言で島の怪獣たちの結束を乱し、ゴロザウルスとバラゴンを裏切らせることに成功するものの、マタンゴ島からゴジラが帰ってきたことによってゴロザウルスとバラゴンがふたたび寝返って結束が戻り、苦戦するメカキングギドラを見て飛び去る。その後の行方は不明。作中では、ほかの怪獣との具体的な戦闘は描かれない。
- 造形物はバンダイのソフビ人形東宝怪獣シリーズ[105]。

## アニメーション3部作『GODZILLA』のカマキラス
アニメ映画『GODZILLA 怪獣惑星』の前日譚に当たる小説『GODZILLA 怪獣黙示録』に、人類が初めて遭遇した怪獣として登場。
1999年5月4日に最初の個体がアメリカのマンハッタン島の南西、アッパー湾から出現し、ワールドトレードセンタービルの西棟を鎌の一撃で切断するなどの破壊を繰り広げながら、ポーツマスへの330キロメートルを移動する。幼虫も同時に出現し、ニューヨーク市地下鉄内部に侵入して人々を殺害するが、当時銀行員であったゴードン・キャッスル、警察官であったジョン、現役の陸軍大尉であったダニエルの3名の機転で蒸気パイプの高熱蒸気による蒸し焼きに遭い、倒される。一方、成虫はポーツマスにてバンカーバスターで撃退されるまでの72時間に通過してきた周辺を破壊し尽くし、約250万人の死傷者を出した。これら一連の事件はアメリカ株の大暴落につながり、以降の数年間は金融危機と現物資産の高騰が発生した。2030年代に出現したゴジラにアメリカが蹂躙されて以降は、国内での生息が言及されている。
続刊『GODZILLA プロジェクト・メカゴジラ』では、北アフリカにも分布域を広げていることや、さほど大型に成長しない亜種が存在することが言及されている。

## 再登場案
『ゴジラvsスペースゴジラ』（1994年）でのバース島のシーンは『ゴジラの息子』をオマージュしており、脚本初稿ではカマキラスを思わせるキャラクターも登場していた。
『ゴジラ・モスラ・キングギドラ 大怪獣総攻撃』（2001年）の初期案では、監督である金子修介の息子が好きなキャラクターであったことからカマキラスがゴジラの対戦相手に予定されていたが、前作『ゴジラ×メガギラス G消滅作戦』でのゴジラの対戦怪獣が昆虫モチーフのメガギラスだったことから不採用となった。